# Cyathura sagamiensis
Cyathura sagamiensis là một loài chân đều trong họ Anthuridae. Loài này được Nunomura miêu tả khoa học năm 2006.